# Bassia indica
Bassia indica är en amarantväxtart som först beskrevs av Robert Wight, och fick sitt nu gällande namn av Andrew John Scott. Bassia indica ingår i släktet kvastmållor, och familjen amarantväxter. Inga underarter finns listade i Catalogue of Life.

## Bildgalleri

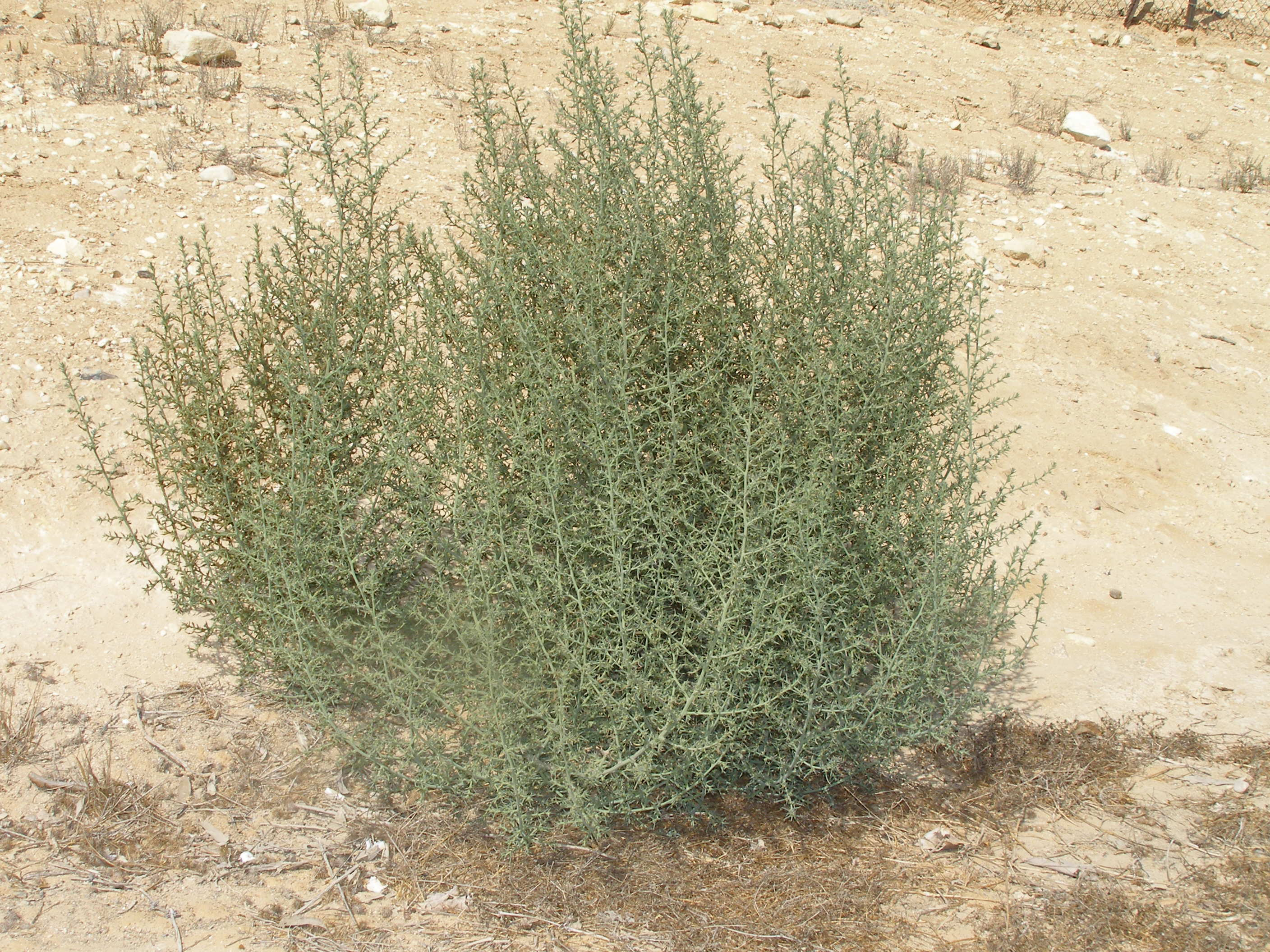